# Triphallie
Triphallie (von  altgriechisch τρία tría, deutsch ‚drei, dreierlei‘, und φαλλός phallós, deutsch ‚Penis‘) ist eine sehr seltene Genitalfehlbildung mit Dreifachbildung des Penis.
Der erste bekannte Fall wurde im Irak bei einem drei Monate alten Kind beobachtet und 2020 im International Journal of Surgery Case Reports beschrieben. Die beiden überzähligen Penisse lagen am Perineum, wobei der erste auf eine Länge von etwa 2 cm kam, über eine Eichel verfügte und an der Peniswurzel befestigt war. Der zweite überzählige Penis war etwa 1 cm lang und befand sich unterhalb des Hodensacks. Beide hatten Schwellkörper, aber keine Harnröhre im Inneren, erstreckten sich bis zur Dammregion und waren mit dem ursprünglichen Penis verbunden.
Ende 2024 erfolgte im Journal of Medical Case Reports die Beschreibung eines zweiten Falls, hier aber als posthume Beobachtung. Die Sektion eines 78-jährigen Mannes ergab trotz eines normalen Erscheinungsbildes der äußeren Genitalien eine anatomische Abweichung von zwei kleinen überzähligen Penissen, die posteroinferior zum primären Penis gestapelt waren. Jeder Penisschaft habe u. a. seinen eigenen Schwellkörper aufgewiesen, heißt es in dem Fachartikel der Zeitschrift, die Artikel im Peer-Review-Verfahren veröffentlicht. Der primäre Penis und der größere der überzähligen Penisse teilten sich eine einzige Harnröhre, die durch den sekundären Penis verlief, bevor sie den primären Penis passierte. Beim dritten Penis fehlte eine urethraähnliche Struktur.